# Ponte, Kampanien
Ponte är en ort och kommun i provinsen Benevento i regionen Kampanien i Italien. Kommunen hade 2 573 invånare (2017).